# ROWI
ROWI war ein in Deutschland ansässiger Hersteller von Modeschmuck und Uhrenbändern, der vor allem für seine dehnbaren Fixoflex-Metallbänder bekannt war. ROWI ist die Abkürzung für die Nachnamen der beiden Firmengründer Eugen Rodi und Wilhelm Wienenberger. Der ursprüngliche Firmenname war Rodi & Wienenberger AG.

## Geschichte

### Gründung und frühe Erfolge

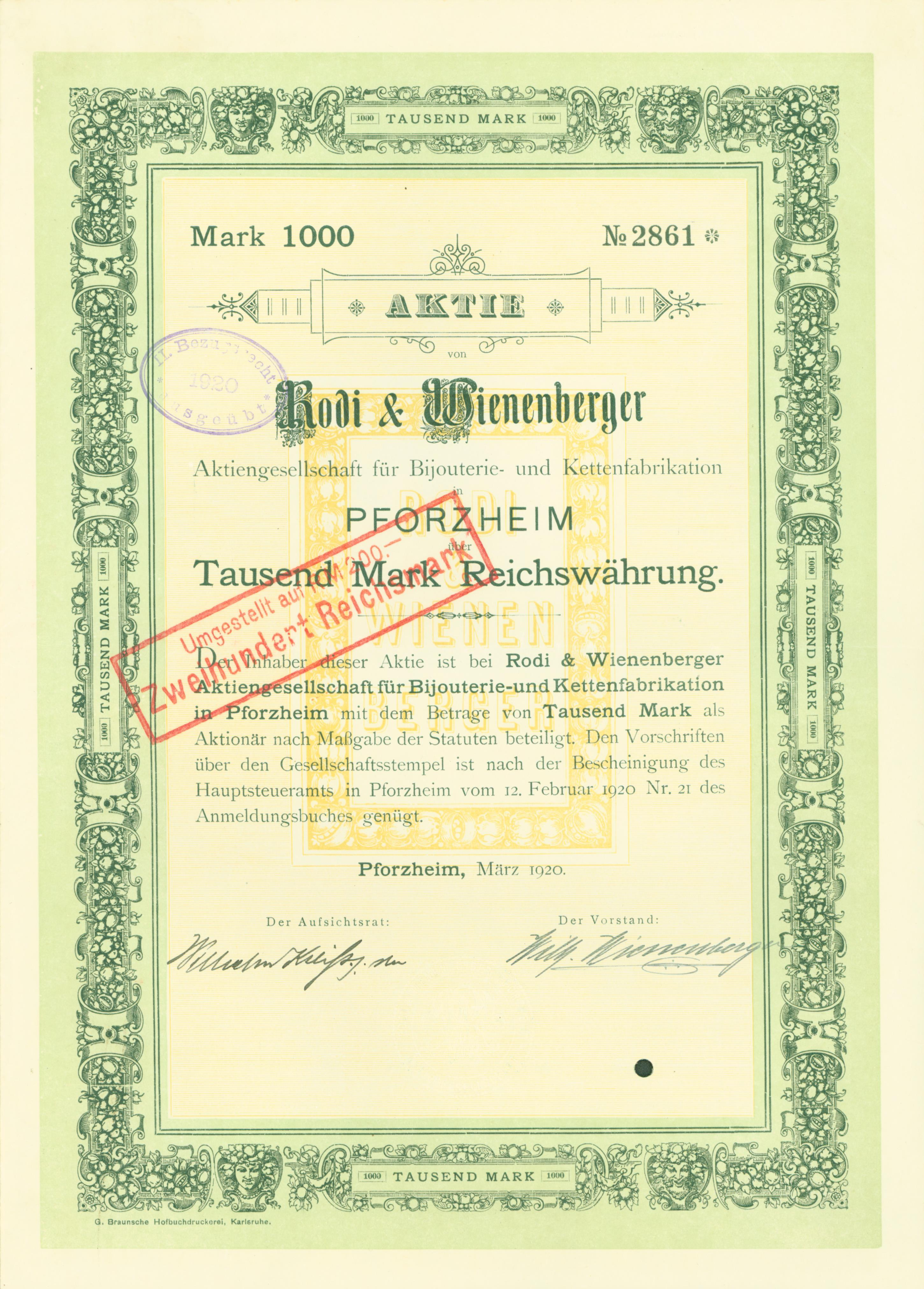
Aktie über 1000 RM der Rodi & Wienenberger AG für Bijouterie- und Kettenfabrikation in Pforzheim vom März 1920.

Am 15. Oktober 1885 eröffneten Eugen Rodi und Wilhelm Wienenberger in Pforzheim, in einem Fabrikgelände mit vier Beschäftigten eine Fabrik für Bijouterie. Im Jahr 1888 stellten sie auf die Produktion von Doublé-Artikeln um (mit Edelmetallbeschichtungen veredelte Metallwaren). Die ersten größeren Geschäftsräume wurden 1890 bezogen. Das Unternehmen florierte, beschäftigte 1890 80 Mitarbeiter und stieg schrittweise auf bereits 350 Mitarbeiter Ende 1899. Im Jahre 1894 zog die Firma in ein neu errichtetes Fabrikgebäude um und beschäftigte ca. 700 Mitarbeiter.
Im Jahre 1899 wurde die Firma in eine Aktiengesellschaft mit einem Kapital von 500.000 Mark umgewandelt. Ein Jahr später ging der Firmenmitbegründer Eugen Rodi in den Ruhestand und die Gesamtleitung wurde an Wilhelm Wienenberger übergeben.
1902 wurde das Firmengebäude um ein Stockwerk erweitert, im Jahre 1906 wurde ein Erweiterungsbau angebaut und 1910/11 schließlich ein neues fünfstöckiges Fabrikgebäude errichtet.

### Zwischenkriegszeit

Logo der ROWI GmbH in den 1950er Jahren

Nach 1918, als der Geschäftsbetrieb nach dem Ersten Weltkrieg wieder vollständig im Gang war, musste das Fabrikgelände erneut erweitert werden, was durch den Ankauf der angrenzenden Grundstücke der Fabrik erfolgte
Neben Schmuck werden jetzt auch Gehäuse für Taschenuhren hergestellt.
1924 trat Wilhelm Wienenberger aus gesundheitlichen Gründen aus der aktiven Geschäftsführung aus und trat in den Aufsichtsrat ein. Sein Platz an der Spitze des Unternehmens wurde von Karl-Wilhelm Katz eingenommen, der eine führende Rolle im internationalen Export der Firmenprodukte spielte.
1929 wurden erstmals Metalluhrbänder und Armbanduhrengehäuse hergestellt. Inzwischen beschäftigte ROWI rund 1.500 Mitarbeiter. Das Firmengebäude in Pforzheim wurde 1944 bei einem Bombenangriff fast vollständig zerstört, aber unter der Leitung von Katz schnell wieder aufgebaut.
Das Viertel um das Firmengelände herum wird in Pforzheim ROWI-Viertel genannt.

### Fixoflex: Nachkriegserfolg und internationale Expansion

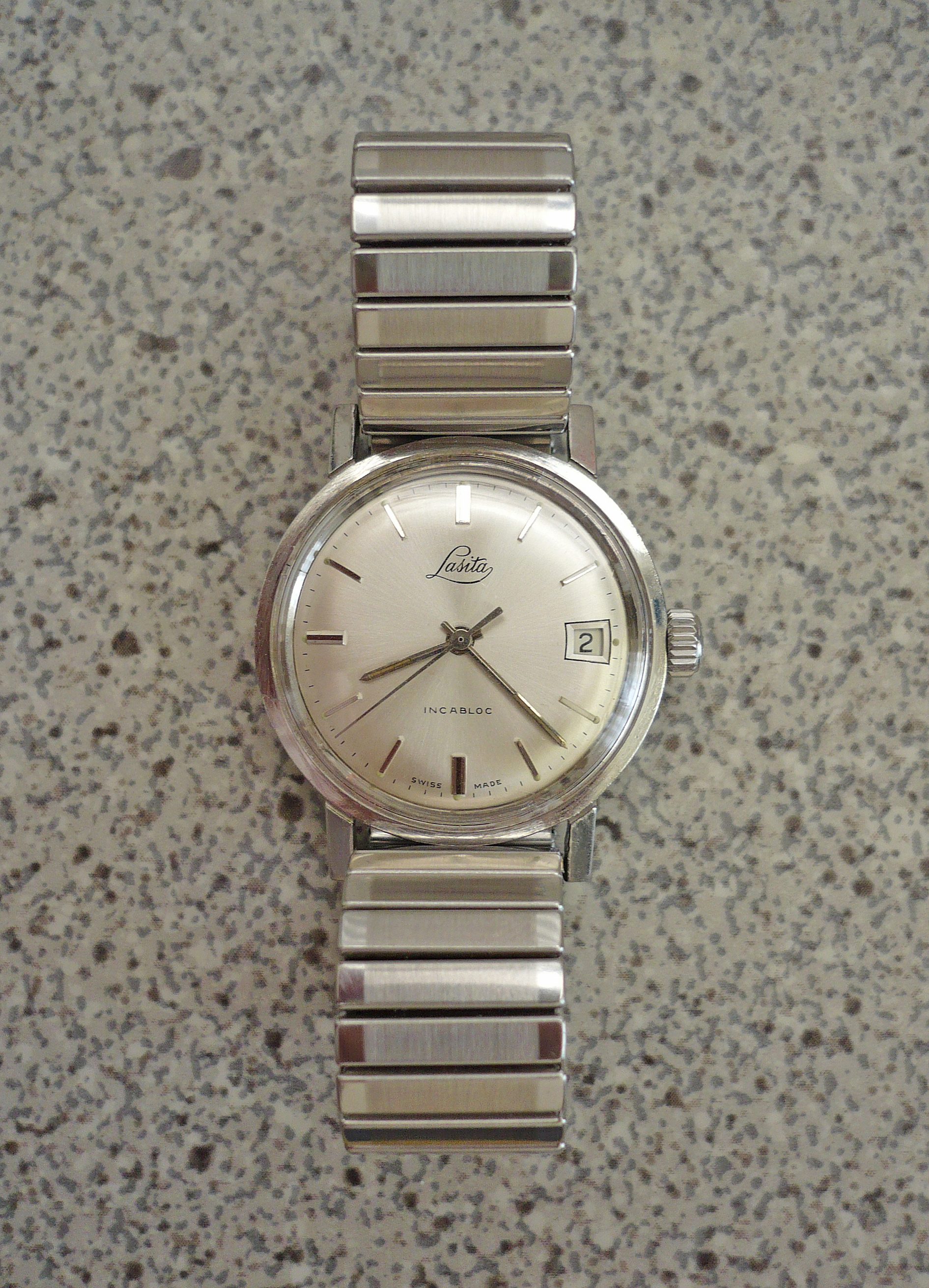
Uhr mit Fixoflex Uhrenband

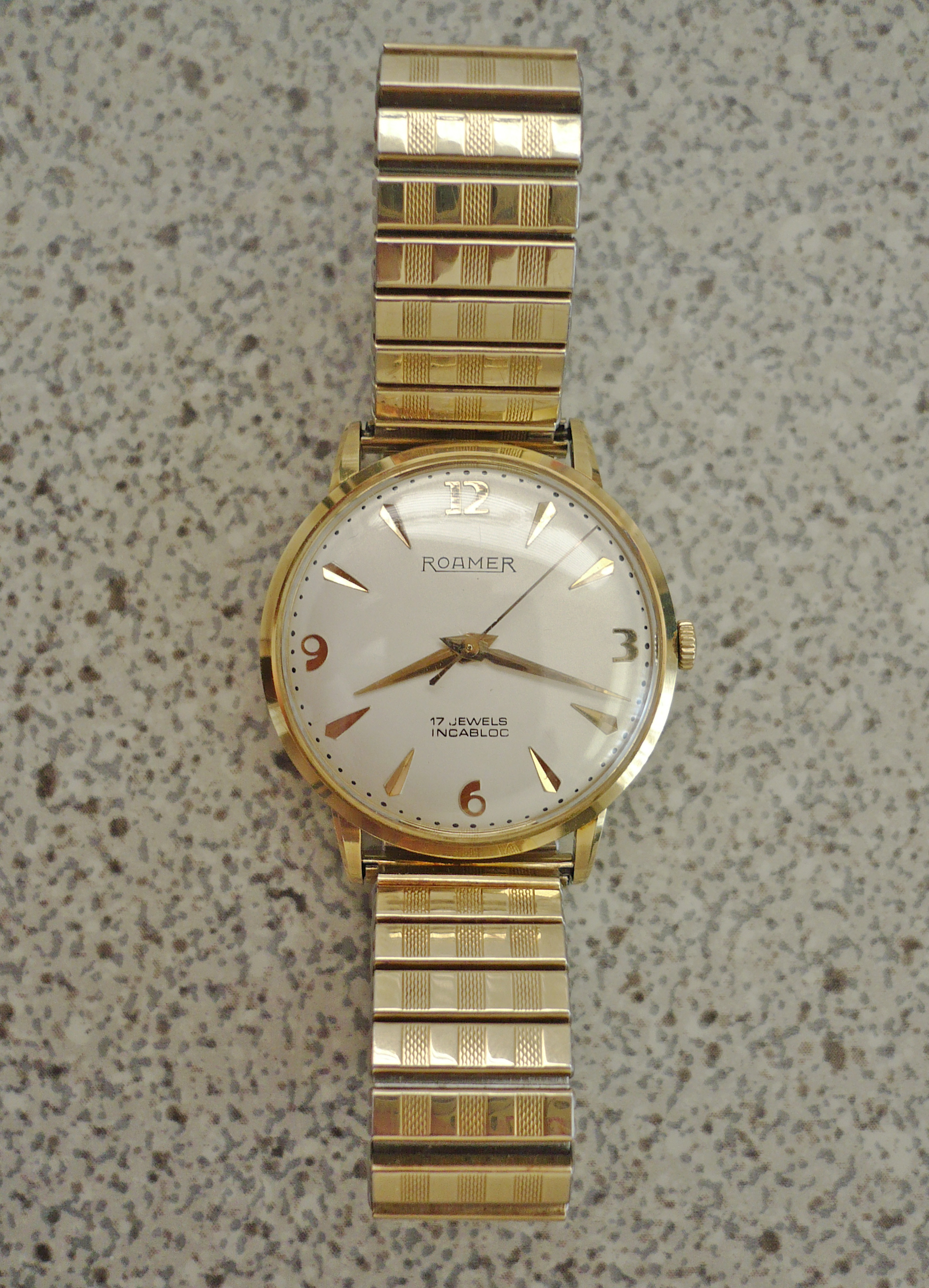
Uhr mit Fixoflex Uhrenband

Der größte Erfolg der Nachkriegszeit war das dehnbare (Uhren)Zugband Fixoflex, das 1952 von Karl E. Stiegele erfunden und von ROWI weltweit, ausgenommen für Amerika, patentiert wurde.
Für Amerika erteilte der Erfinder die Lizenz seiner Technologie der Pforzheimer Verwandtschaft namens Speidel, die ihr Band unter dem Namen Twist-o-Flex und Expandroflex in den USA vermarktete.
Seitdem wurden von ROWI rund 500 verschiedene Versionen der Fixoflex-Uhrbänder (aus Stahl, Double, Titan und Edelmetallen) hergestellt und mehr als 200 Millionen Stück verkauft. ROWI hatte ebenfalls mit einigen führenden Uhrenherstellern, wie beispielsweise Omega oder später auch Swatch in Partnerschaften zusammengearbeitet um das Fixoflex-Band bei bestimmten Uhrenmodellen auch direkt mit deren Gehäusen zu integrieren. ROWI verkaufte ebenfalls Uhren, hauptsächlich Schmuckbanduhren, unter dem eigenen Markennamen oder später in den 1970er Jahren unter der eigenen Marke UNIVERSA.
Im Jahr 1960 beschäftigte die Rodi & Wienenberger AG rund 2.500 Mitarbeiter und konnte ihre Produkte in rund 100 Ländern verkaufen, in den 60er Jahren war ROWI eine der dividendenträchtigsten Aktiengesellschaften Deutschlands. Zur Sicherung der Patente wurden in England, Spanien, Frankreich, Italien, Argentinien, Brasilien und Kanada, zum Teil produzierende, Tochtergesellschaften gegründet. Später kamen noch Beteiligungen in USA und Hongkong dazu
Die Fixoflexbänder werden inzwischen mit eigens entwickelten Sondermaschinen weitgehend automatisch hergestellt.
Im Jahr 1975 betrug der Umsatz mit ca. 590 Mitarbeitern rund 45 Mio. Mark, das Geschäftsfeld wurde um eine eigene Edelmetallscheideanstalt und eine Halbzeugfertigung ergänzt. 1984 bringt ROWI mit dem Fixoflex 2000 das flachste dehnbare Uhrband der Welt auf den Markt und feiert 1985 das 100-jährige Bestehen.
1991 übernahm das damalige Vorstandsmitglied Horst Dangelmayer (* 1939 in Esslingen) als geschäftsführende Gesellschafter das Unternehmen und wandelte es wieder in eine Gesellschaft mit beschränkter Haftung um, das Unternehmen firmierte fortan unter dem Namen Rowi Rodi & Wienenberger GmbH. 1996 wird das alte ROWI -Gelände verlassen, man bezieht einen modernen Neubau im neuen Industriezentrum von Pforzheim. Im Jahr 1999 erfolgt nochmals eine erneute Patentanmeldung für das Fixoflex C mit geschlossenen Seitenteilen.
Im Jahr 2000 wurde das Geschäftsmodell um die ROWI Präzisions-, Dreh- und Frästeiletechnik erweitert.

### Übernahme und Insolvenz

Logo der ROWI GmbH in den 1970er Jahren

Im Jahr 2006 wurde das Unternehmen verkauft und in Rowi Schäfenacker GmbH & Co. KG umbenannt. Diesen Namen trug es von 2006 bis zur Insolvenz im Jahr 2010. Nach Übernahme durch eine vietnamesische Investorengruppe unter der Leitung von Nguyen Trong Luat firmierte das Unternehmen von 2010 bis 2019 unter dem Namen ROWI Präzisionstechnik GmbH.
Im Oktober 2018 wurde das Unternehmen erneut insolvent; nachdem keine neuen Investoren gefunden werden konnten, stellte die Gesellschaft im Januar 2019 ihren Betrieb ein. Es gab zwar Interessenten, aber die potentiellen Investoren waren schließlich der Meinung, dass es schwierig sei, das vorhandene Know-how an neue Mitarbeiter weiterzugeben, um die Produktion von Fixoflex-Armbändern aufrechtzuerhalten. Dies lag daran, dass von der alten Belegschaft nur noch zwei Personen in der Produktionsanlage verblieben waren, die beide bereits das Rentenalter erreicht hatten.